# Xylopia perrierii
Xylopia perrierii este o specie de plante angiosperme din genul Xylopia, familia Annonaceae, descrisă de Friedrich Ludwig Diels. Conform Catalogue of Life specia Xylopia perrierii nu are subspecii cunoscute.